# Bharveli
Bharveli là một thị trấn thống kê (census town) của quận Balaghat thuộc bang Madhya Pradesh, Ấn Độ.

## Nhân khẩu
Theo điều tra dân số năm 2001 của Ấn Độ, Bharveli có dân số 9101 người. Phái nam chiếm 50% tổng số dân và phái nữ chiếm 50%. Bharveli có tỷ lệ 65% biết đọc biết viết, cao hơn tỷ lệ trung bình toàn quốc là 59,5%: tỷ lệ cho phái nam là 74%, và tỷ lệ cho phái nữ là 57%. Tại Bharveli, 15% dân số nhỏ hơn 6 tuổi.